# Resolutie 1927 Veiligheidsraad Verenigde Naties
Resolutie 1927 van de Veiligheidsraad van de Verenigde Naties werd op 4 juni 2010 met unanimiteit van stemmen aangenomen door de VN-Veiligheidsraad. Met de resolutie werd de VN-politiemacht in Haïti met 680 manschappen versterkt.

## Achtergrond
Haïti wordt al sedert de jaren 1990 geplaagd door politieke chaos, corruptie en rebellen. In 2004 stuurde de VN de MINUSTAH-vredesmacht naar het land om de orde te handhaven.
In de jaren 2000 werd het land ook al veelvuldig getroffen door natuurrampen. Zo bracht een zware aardbeving het land, alsook de aanwezige VN-troepen, op 12 januari 2010 grote schade toe.

## Inhoud

### Waarnemingen
Ten gevolge van de zware aardbeving die Haïti in januari 2010 had getroffen waren nieuwe uitdagingen en gevaren ontstaan. De aanwezige MINUSTAH-vredesmacht moest zich blijven richten op de veiligheid en stabiliteit van het land. Er waren wel meer internationale inspanningen nodig om het functioneren van de staatsinstellingen en de basisdienstverleningen te garanderen.
De Haïtiaanse overheid had een Actieplan voor Herstel en Ontwikkeling opgesteld en op 31 maart 2010 was internationaal geld (~12,5 miljard over 10 jaar) opgehaald via een donorconferentie. Haïti zelf moest echter de leidende rol in het herstelproces spelen.

### Handelingen
De Veiligheidsraad autoriseerde het tijdelijk zenden van 680 bijkomende politie-agenten boven op de ruim 3700 die reeds ter plaatse waren. Het belangrijkste objectief was de Haïtiaanse politie versterken.
MINUSTAH moest verder de bevolking van Haïti, en voornamelijk kwetsbare groepen als ontheemden, vrouwen en kinderen, helpen beschermen en de hulpoperaties ondersteunen. Ten slotte moest MINUSTAH ook de verkiezingen in Haïti helpen voorbereiden.

## Verwante resoluties
- Resolutie 1892 Veiligheidsraad Verenigde Naties (2009)
- Resolutie 1908 Veiligheidsraad Verenigde Naties
- Resolutie 1944 Veiligheidsraad Verenigde Naties
- Resolutie 2012 Veiligheidsraad Verenigde Naties (2011)

Lijst ·  1908 ·  1909 ·  1910 ·  1911 ·  1912 ·  1913 ·  1914 ·  1915 ·  1916 ·  1917 ·  1918 ·  1919 ·  1920 ·  1921 ·  1922 ·  1923 ·  1924 ·  1925 ·  1926 ·  1927 ·  1928 ·  1929 ·  1930 ·  1931 ·  1932 ·  1933 ·  1934 ·  1935 ·  1936 ·  1937 ·  1938 ·  1939 ·  1940 ·  1941 ·  1942 ·  1943 ·  1944 ·  1945 ·  1946 ·  1947 ·  1948 ·  1949 ·  1950 ·  1951 ·  1952 ·  1953 ·  1954 ·  1955 ·  1956 ·  1957 ·  1958 ·  1959 ·  1960 ·  1961 ·  1962 ·  1963 ·  1964 ·  1965 ·  1966